# 九龍巴士288線
九龍巴士288線是一條新界市區巴士路線，循環來往水泉澳(上)至沙田市中心，是水泉澳首條對外公共交通服務。本線於星期一至五上午繁忙時間另設三條輔助路線—288A、288B、288C。
288A線上午繁忙時間由水泉澳單向開往沙田市中心，與288線的走線大致相同，但由水泉澳開出後便直接駛往博泉街月泉樓／城泉樓，不經多石街以南一段博泉街（即水泉澳邨第一期欣泉樓、嶺泉樓及朗泉樓）。288B線則上午繁忙時間由水泉澳單向開往火炭駿洋邨，以及下午由火炭駿洋邨單向往水泉澳。288C線則上午繁忙時間來往水泉澳單向開往顯徑。
288線雖以沙田市中心做循環點，惟不會駛入沙田市中心巴士總站。

## 歷史
政府在2010年代初於沙田52區水泉澳（即博康邨以南的半山地區），興建一個達18座樓宇的大型公共屋邨，並命名水泉澳邨。早於2013年3月，運輸署聯同巴士公司為配合水泉澳邨首期入伙，在《2013-2014年度沙田區巴士路線發展計劃》中，提出開辦288線，方便該區居民接駁至港鐵沙田圍站、港鐵沙田站轉乘港鐵，或來往沙田市中心購物。
該項巴士路線發展計劃呈交時，首期共4座樓宇（清泉樓、朗泉樓、欣泉樓及喜泉樓）預計會於2014年落成入伙，故此路線當時亦預料會在2014年首季投入服務，惟因有關樓宇仍未落成入伙，故路線延遲開辦，及至該等樓宇於2015年4月落成才得以落實開辦。
九巴於2016年7月向運輸署提出建議，由288線增加資源開辦輔助路線288A，以應付水泉澳邨第二期入伙後增加的需求。

### 年表
- 2015年4月28日：本線投入服務[6]。由於水泉澳邨公共運輸交匯處仍未落成，故該線暫時以博泉街水泉澳邨欣泉樓外作臨時總站。當時水泉澳邨還未有小巴服務，本線為該邨唯一全日公共交通。
- 2015年6月27日：增設到站時間預報。[7]
- 2015年7月18日：延長尾班車時間及修改班次[8]。
- 2015年8月24日：總站正式遷進水泉澳邨公共運輸交匯處，並修改行車路線及時間表[9]。
- 2015年10月17日：延長服務時間。
- 2016年1月25日：於早上繁忙時間加開至每9分鐘一班[10]。
- 2016年6月13日：延長尾班車時間及修改班次。
- 2016年8月22日：288A線投入服務[11][12][13]。
- 2017年10月23日：288B線投入服務。
- 2018年9月21日：288B線增至3班[14][15]。
- 2019年9月2日：288C線投入服務[16][17]。
- 2020年10月27日：288C線增至2班[18]。
- 2020年11月23日：288B線增至4班[19]。
- 2023年1月8日：[20]
  - 288線改以水泉澳（上）為總站，不再入水泉澳巴士總站；
  - 288B線增加下午往水泉澳班次；
  - 288C線延長至顯徑及增設上午往水泉澳班次
- 2023年4月2日：[21]
  - 288來回程恢復繞經水泉澳總站，另位於担杆莆街的「沙田大會堂」站遷往沙田正街南行綫；
  - 288A改為只提供由水泉澳單向開往沙田市中心之服務，不會返回水泉澳，開車時間改為星期一至五07:28及07:43；終點設於沙田正街南行綫、沙田市中心巴士總站對面，不停担杆莆街「沙田大會堂」站。
- 2024年7月2日：
  - 288B線往火炭班次增至五班，開出時間為07:05、07:12、07:18、07:24及07:30；火炭總站延長至駿洋邨開出，增設火炭路「麵房街」站，不入火炭（山尾街）總站；增設往水泉澳07:15班次[22]。
  - 288C線取消由顯徑開往水泉澳（上）之班次[23]。
- 2025年5月26日：288B線由水泉澳開出之班次按原有路線到達源禾路後，試行經火炭路及桂地街延駛至火炭駿洋邨，並於火炭路新增「火炭村」及「松頭下路」站；下午由火炭駿洋邨開出之班次延遲十分鐘開出，直至2025年7月11日。[24]

## 服務時間及班次
288
| 水泉澳開         | 水泉澳開    | 水泉澳開     |
| 日期             | 服務時間    | 班次（分鐘） |
| ---------------- | ----------- | ------------ |
| 星期一至五       | 05:20-06:00 | 10           |
| 星期一至五       | 06:00-09:00 | 7-8          |
| 星期一至五       | 09:00-15:00 | 12           |
| 星期一至五       | 15:00-17:00 | 10           |
| 星期一至五       | 17:00-19:30 | 7-8          |
| 星期一至五       | 19:30-23:30 | 12           |
| 星期一至五       | 23:30-00:30 | 15           |
| 星期六           | 05:20-05:50 | 15           |
| 星期六           | 05:50-15:50 | 12           |
| 星期六           | 15:50-20:00 | 10           |
| 星期六           | 20:00-23:00 | 12           |
| 星期六           | 23:00-00:30 | 15           |
| 星期日及公眾假期 | 05:20       | 05:20        |
| 星期日及公眾假期 | 05:30-07:30 | 15           |
| 星期日及公眾假期 | 07:30-22:30 | 12           |
| 星期日及公眾假期 | 22:30-00:30 | 15           |

288A
- 星期一至五：
  - 水泉澳開：07:28、07:43

288B
- 星期一至五：
  - 水泉澳開：07:05、07:12、07:18、07:24、07:30
  - 火炭（駿洋邨）開：07:15、15:40

288C
- 星期一至五：
  - 水泉澳開：07:07、07:15

288A、288B及288C線星期六、日、公眾假期及學校假期不設服務

## 收費
288(A/B)
全程：$5.1
288C
全程：$7.4
| - 本線設有12歲以下小童及65歲或以上長者半價優惠。 - 65歲或以上香港居民使用「樂悠咭」，以及12歲以下合資格殘疾兒童使用「殘疾人士身份」個人八達通繳付車資，均可享有每程$2.0或半價（以較低者為準）的票價優惠；12至64歲合資格殘疾人士使用「殘疾人士身份」個人八達通（包括「樂悠咭」），以及60至64歲香港居民使用「樂悠咭」繳付車資，均可享有每程$2.0或全費（以較低者為準）的票價優惠。 - 65歲或以上長者如使用長者或一般個人八達通繳付車資，則只可享有半價優惠；12至64歲合資格殘疾人士如不使用「殘疾人士身份」個人八達通，以及60至64歲人士如不使用「樂悠咭」繳付車資，必須繳付全費。 - 乘客可以現金或八達通於上車時付款，不設找續。 - 每位成人乘客可免費攜帶最多兩名4歲以下而不佔座位的兒童乘客乘車，超額之4歲以下小童必須繳付小童車費乘車。 - 持有「九巴月票」之乘客在車票有效期內，每日可享最多10程任何九龍巴士及龍運巴士路線（包括本路線，以及聯營路線的九龍巴士／龍運巴士提供的班次；惟乘搭機場「A」及「NA」線則可享原價二七折優惠（不會計算每天10次合資格車程））；而B1線則每日可享最多各2程（不會計算每天10次合資格車程）。 - 九龍巴士、城巴、龍運巴士及陽光巴士全職員工及家屬（不包括外判職員）可免費乘搭本路線，惟必須拍職員或職員家屬八達通。 - 乘客亦可透過多元化電子支付系統（e度嘟）繳付車資，包括使用非接觸式VISA卡、JCB卡、萬事達卡、銀聯卡、美國運通、大來國際、Discover Card、Apple Pay、Google Pay、Samsung Pay、AlipayHK「易乘碼」、支付寶、WeChatHK／微信支付「搭車碼」、銀聯雲閃付「乘車碼」及BOC Pay「乘車碼」。乘客使用此付款方式，使用此支付方式的乘客可享有中途下車之分段收費，以及與其他九巴／龍運獨營路線或聯營線九巴／龍運班次之轉乘優惠，惟不適用於與非九巴／龍運路線之轉乘優惠，亦不能享有「公共交通費用補貼計劃」及「長者及合資格殘疾人士公共交通票價優惠計劃」。 |

### 八達通轉乘優惠
乘客登上本線後150分鐘內以同一張八達通卡轉乘以下路線，或登上以下路線後150分鐘內以同一張八達通卡轉乘本線，次程可獲$4.2折扣優惠：
- 288(A)往沙田市中心 → 47X往葵盛、48X往灣景花園、49X/P/249X往青衣、81、85、85A、86、88、89、89B、280X往九龍或263往屯門或269D往元朗或299X往西貢
- 47X、48X、49X/249X、81、85、85A、86、88、89、89B、280X、263、269D或299X往沙田  → 288往水泉澳

## 用車
本路線使用7輛亞歷山大丹尼士 Enviro 500 MMC 12米（ATENU）雙層空調巴士。
| 車隊編號 | 車牌   |
| -------- | ------ |
| ATENU745 | TS3329 |
| ATENU748 | TS3718 |
| ATENU764 | TT4758 |
| ATENU689 | TP9796 |
| ATENU694 | TR2143 |
| ATENU701 | TR3217 |
| ATENU705 | TR2557 |

## 行車路線
288(A)
經：博泉街、多石街、水泉澳公共運輸交匯處、多石街、博泉街、水泉坳街、沙角街、沙田圍路、沙田鄉事會路、源禾路、担杆莆街、沙田正街、白鶴汀街、獅子山隧道公路、大涌橋路、沙角街、沙田鄉事會路、沙田圍路、沙角街、逸泰街、水泉坳街、博泉街、多石街、水泉澳公共運輸交匯處、多石街、博泉街（南行）、迴旋處及博泉街（北行）。
288A祇經有斜體字之街道。
288線之具體停站請參考資訊框
288A線之具體停站請參考資訊框
288B

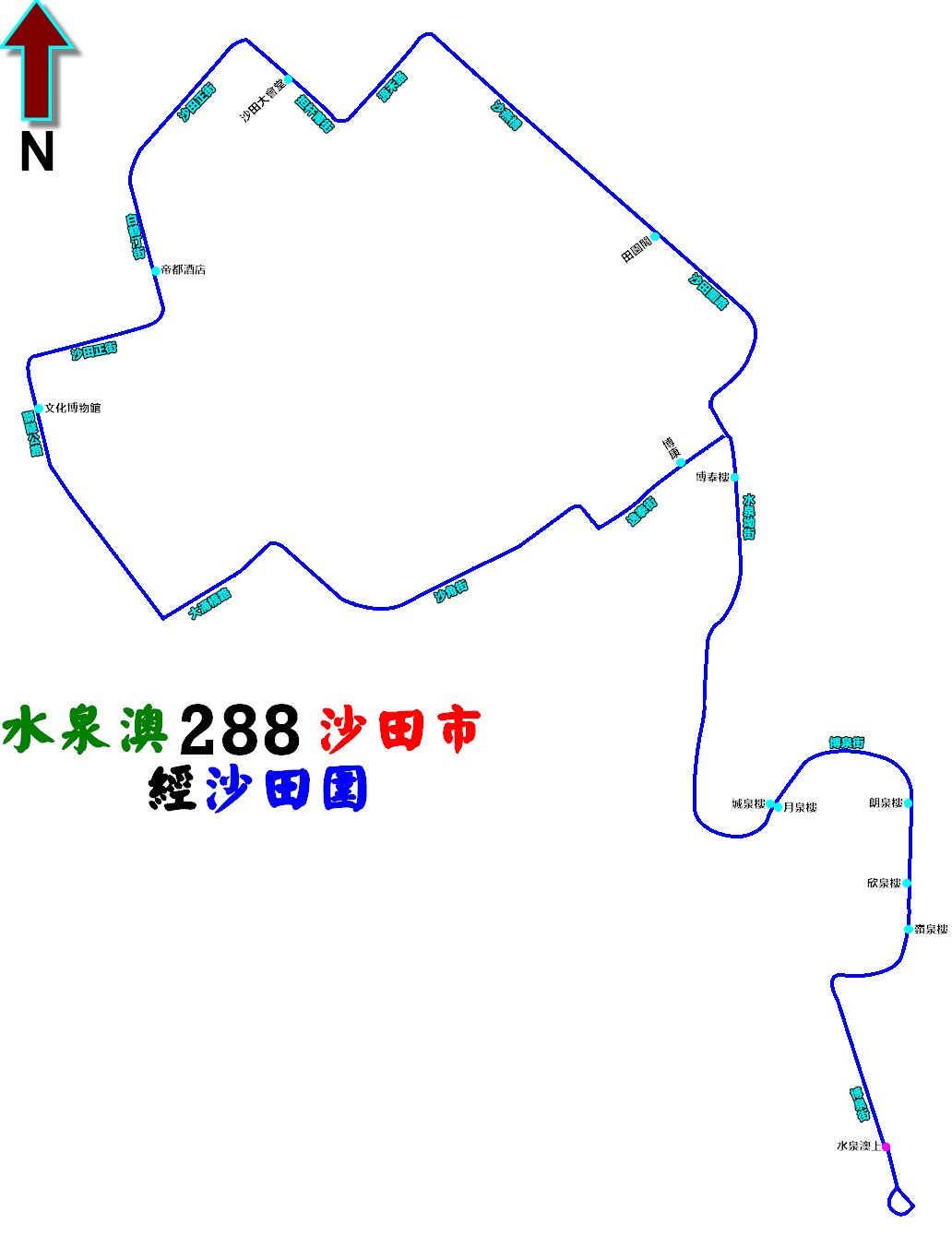
288線的走線圖

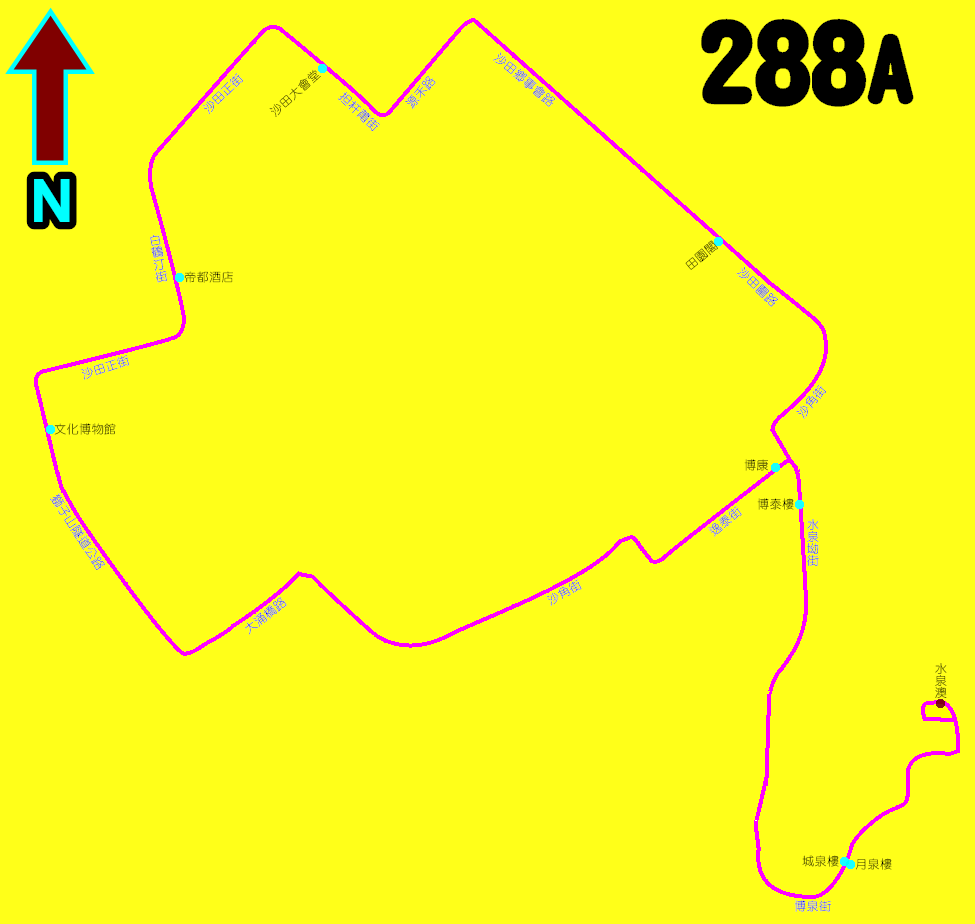
288A線的走線圖

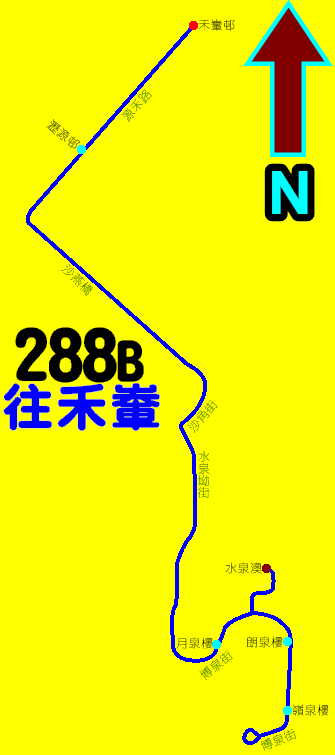
288B線的走線圖

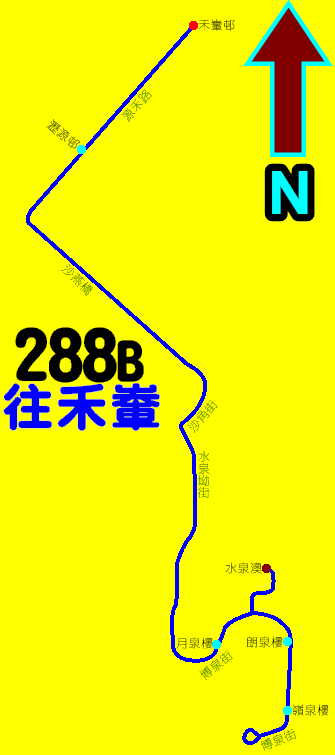
288B線的走線圖

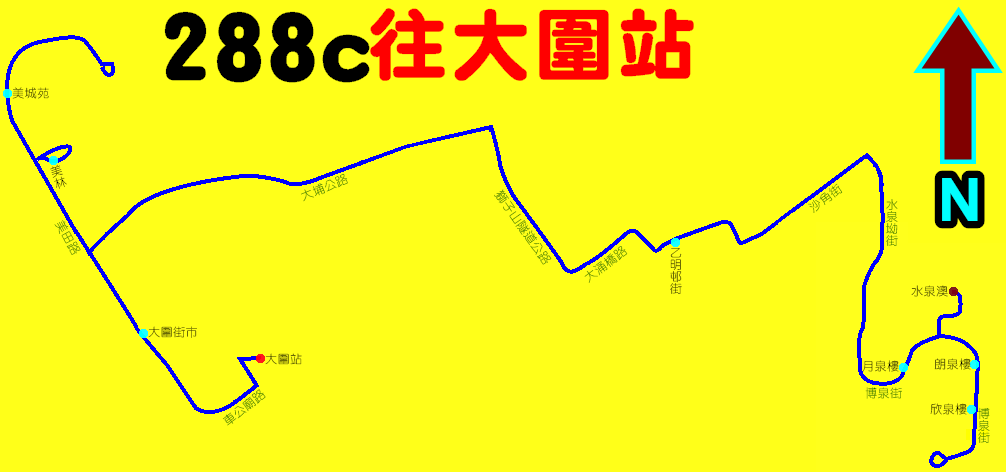
288C線的走線圖

水泉澳開經：多石街、博泉街（南行）、迴旋處、博泉街（北行）、水泉坳街、沙角街、沙田圍路、沙田鄉事會路、火炭路及桂地街。
火炭駿洋邨開經：桂地街、火炭路、源禾路、沙田鄉事會路、沙田圍路、沙角街、逸泰街、水泉坳街、博泉街（南行）、迴旋處、博泉街（北行）及多石街。
288B線之具體停站請參考資訊框
288C
經：多石街、博泉街（南行）、迴旋處、博泉街（北行）、水泉坳街、沙角街、乙明邨街、沙角街、大涌橋路、獅子山隧道公路、大埔公路－大圍段、美田路、迴旋處、美田路、美林邨通道、美林巴士總站、美田路及車公廟路。

288C線之具體停站請參考資訊框

## 外部連結
1. 1 2  . 九龍巴士（一九三三）有限公司.   [2023-07-09]. （原始内容存档于2023-06-25） （中文（香港））.
2. 1 2  . 九龍巴士（一九三三）有限公司.   [2023-07-09]. （原始内容存档于2023-06-25） （中文（香港））.
3. 1 2  . 九龍巴士（一九三三）有限公司.   [2023-07-09]. （原始内容存档于2023-06-25） （中文（香港））.
4. 1 2  . 九龍巴士（一九三三）有限公司.   [2023-07-09]. （原始内容存档于2023-06-25） （中文（香港））.
5. ↑  2016-7-15運輸署開辦288A巴士線 （页面存档备份，存于），沙田區議員丘文俊Facebook貼文
6. ↑   (PDF).   [2015-04-24]. （原始内容 (PDF)存档于2015-04-24）. （页面存档备份，存于）
7. ↑  九龍巴士（一九三三）有限公司，146條路線增設巴士到站時間預報服務 覆蓋逾半九巴及龍運路線 （页面存档备份，存于）［新聞稿］，2015年6月26日。
8. ↑  .   [2015-07-17]. （原始内容存档于2015-07-21）. （页面存档备份，存于）
9. ↑  .   [2015-08-20]. （原始内容存档于2016-08-14）. （页面存档备份，存于）
10. ↑  .   [2016-02-11]. （原始内容存档于2016-02-16）. （页面存档备份，存于）
11. ↑  九龍巴士（1933）有限公司，〈九巴288A線宣傳單張 （页面存档备份，存于）〉
12. ↑  九龍巴士（1933）有限公司，〈九巴開辦全新288A循環線 （页面存档备份，存于）〉九巴新聞稿，2016年8月19日。
13. ↑  .   [2016-08-22]. （原始内容存档于2020-08-11）. （页面存档备份，存于）
14. ↑   (PDF).   [2018-09-24]. （原始内容存档 (PDF)于2018-09-27）. （页面存档备份，存于）
15. ↑   (PDF).   [2018-09-24]. （原始内容存档 (PDF)于2018-09-27）. （页面存档备份，存于）
16. ↑  九龍巴士（1933）有限公司，〈288C全新晨早 服務往美林、大圍 （页面存档备份，存于）〉
17. ↑  九龍巴士（1933）有限公司，〈九巴開辦288C早晨特別線 （页面存档备份，存于）〉九巴新聞稿，2019年8月28日。
18. ↑   (PDF).   [2020-10-22]. （原始内容存档 (PDF)于2020-10-22）. （页面存档备份，存于）
19. ↑   (PDF).   [2020-11-20]. （原始内容存档 (PDF)于2020-11-21）. （页面存档备份，存于）
20. ↑   (PDF).   [2023-01-04]. （原始内容存档 (PDF)于2020-01-04）. （页面存档备份，存于）
21. ↑   (PDF).   [2023-03-29]. （原始内容存档 (PDF)于2023-03-29）. （页面存档备份，存于）
22. ↑   (PDF).   [2024-06-22]. （原始内容存档 (PDF)于2024-06-22）. （页面存档备份，存于）
23. ↑   (PDF).   [2024-06-22]. （原始内容存档 (PDF)于2024-06-22）. （页面存档备份，存于）
24. ↑   (PDF). 九龍巴士（一九三三）有限公司. 2025-05 （中文（香港））.

- 《2013-2014年度沙田區巴士路線發展計劃》